# Politnetz.ch
Politnetz.ch est une plate-forme indépendante de communication et d’informations relatives à la politique suisse. Fondée en 2009, la plate-forme est gérée conjointement par l’association à but non lucratif  Politnetz, ayant son siège à Langenthal, et par la société Politnetz SA, ayant son siège à Zurich.  
L’objectif de Politnetz.ch est d’intensifier les échanges entre le monde politique et les citoyens et d’améliorer la participation politique et la transparence au sein des institutions et processus politiques suisses. 

## Mode de fonctionnement
La plate-forme Politnetz.ch s’adresse aux citoyens et aux professionnels de la politique. 
Les citoyens peuvent participer aux débats lancés sur le site après avoir créé un compte gratuit. Les contenus de qualité générés par les utilisateurs de Politnetz sont publiés dans d’autres médias sous leur forme originale ou dans une version retravaillée par les médias. Cette fonctionnalité s’apparente au journalisme citoyen, les citoyens décidant eux-mêmes quels sujets politiques aborder.
Les professionnels de la politique ont la possibilité de se créer un compte « Plus » payant et comportant des fonctionnalités supplémentaires (facilité de contact avec les citoyens, possibilité d’être soutenu par les citoyens, etc.). Ces comptes payants participent au financement de la plate-forme.
Depuis la session d’hiver 2011, Politnetz fournit également sur son site des visualisations représentant les résultats nominatifs des votes au Conseil national, chambre basse du Parlement suisse. Dans le cadre d’une collaboration avec les services du Parlement, la plate-forme publie également ces visualisations sur le site officiel du Parlement fédéral.
Depuis janvier 2013, Politnetz fournit également des visualisations pour les votes ayant lieu dans certains parlements cantonaux suisses, ce qui a parfois généré des résistances chez certains cantons concernés.

## Partenaires
La plate-forme entretient différents partenariats avec des médias locaux ou interrégionaux suisses. La SRF et le 20 Minutes reprennent ainsi des contenus générés par les utilisateurs de Politnetz (Contenu généré par les utilisateurs) dans leurs médias respectifs.
La RTS reprend quant à elle les visualisations de Politnetz relatives aux votes au Conseil national sur son site internet.  Ces visualisations sont également reprises par le site officiel du Parlement fédéral.

## Stockligate
Le terme Stöckligate est un néologisme composé du suffixe gate et du terme Stöckli qui désigne le Conseil des États, la chambre haute du Parlement suisse, en suisse-allemand.
Le terme a été utilisé par les médias suisses-allemands pour désigner deux erreurs successives effectuées par le Conseil des États dans le décompte des voix d'un vote portant sur l’interdiction de l’importation de reptiles sur le territoire suisse . Politnetz a remarqué ces erreurs en filmant le vote en question grâce à une caméra installée dans la salle, tous les votes au Conseil des États s’effectuant alors à main levée. À la suite de cette découverte, l’exactitude de certains des votes du Conseil des États suivant celui concernant l’importation des reptiles a également été mise en doute. La pression populaire et médiatique résultant de cette affaire a finalement contraint le Conseil des États a abandonner le système de vote à main levée au profit du vote électronique pour les votes sur l’ensemble et les votes finaux. 

## Organisation
Politnetz.ch est géré par la société par actions Politnetz. L’association à but non lucratif Politnetz est propriétaire des données et les tient à disposition sous une forme agrégée et anonymisée de Politnetz SA. L’association charge la SA du développement et de la maintenance du site internet.

## Prix et récompenses
En 2012, Politnetz a été récompensé parmi six projets par le Data Journalism Award, soutenu par Google, dans la rubrique « Data Driven Application ».  Le jury a justifié son choix en mentionnant que Politnetz donnait accès au grand public à des données parlementaires autrement difficiles à trouver et à traiter. 

« This is a terrific project that exemplifies everything a good news app should. First, it is extremely well designed. Better than ours, I'm sorry to say. Beautiful, intuitive, approachable and meaty. Second, it brings into the light of day important information that heretofore was difficult for the public to find and digest. Outstanding work. »

— Data Journalism Award, Lauréat 2012: Discours du membre du jury Aron Pilhofer (New York Times)

Le 2 mai 2013, Politnetz a été sélectionné avec 28 autres projets pour le Grimme Online Award. Le 21 juin, Politnetz a été récompensé par ce prix. Le jury a motivé sa décision en avançant que Politnetz encourageait la transparence politique et constituait un modèle de participation citoyenne du 21e siècle. 

### Autres distinctions
- Top 100 : les meilleures start-ups suisses 2011[16]
- Top 100 : les meilleures start-ups suisses 2012[17]